# Kunszentmárton
Kunszentmárton is een plaats (város) en gemeente in het Hongaarse comitaat Jász-Nagykun-Szolnok. Kunszentmárton telt 9114 inwoners (2007).